# Valentin de Boulogne
Pour les articles homonymes, voir Valentin.
Valentin de Boulogne, dit le Valentin, de son vrai nom Jean Valentin, né le 3 janvier 1591 à Coulommiers et mort le 19 août 1632 à Rome, est un peintre français, représentant du caravagisme.

## Biographie

### Famille et formation

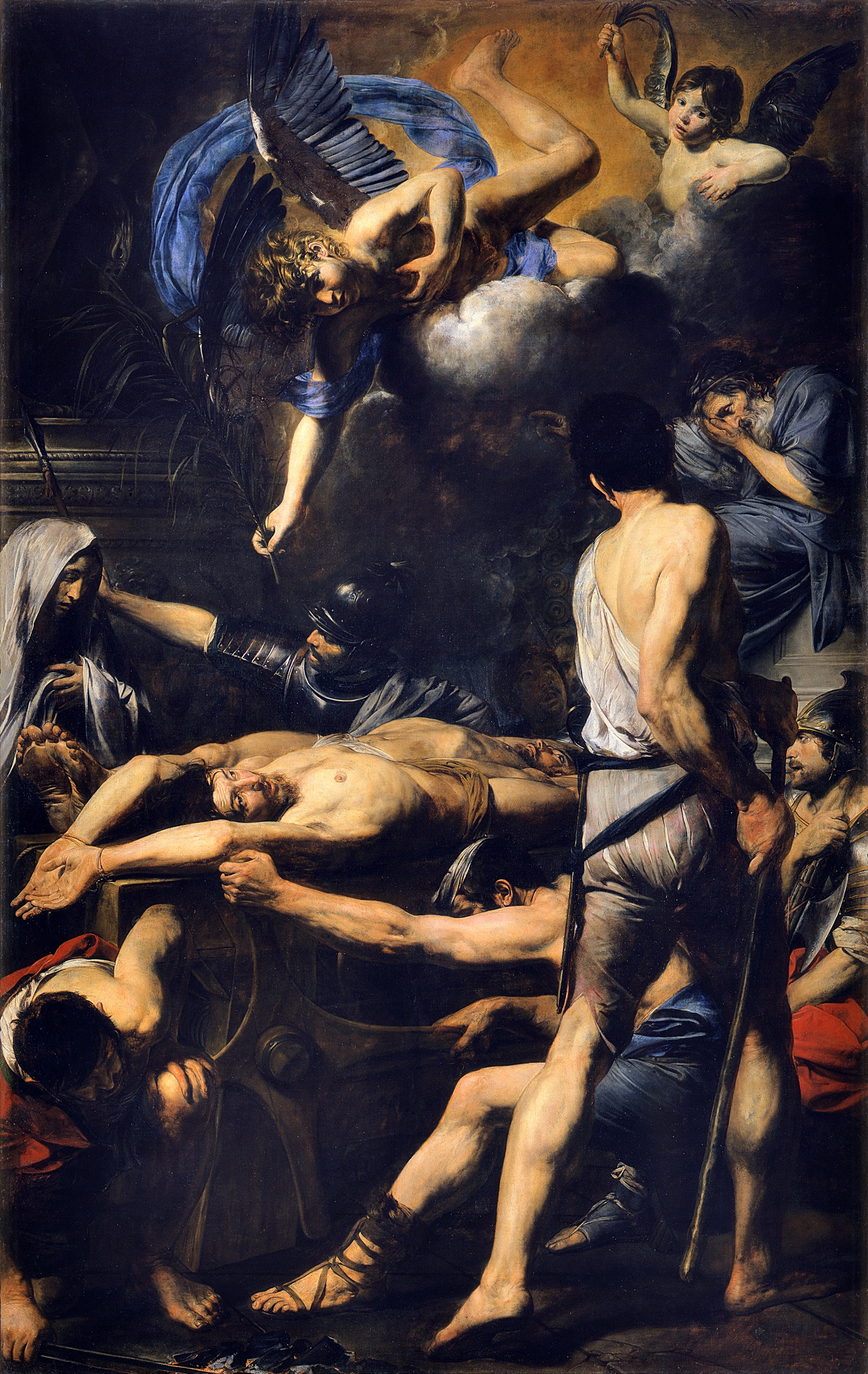
Le Martyre des saints Procès et Martinien
(1629), Rome, Pinacothèque vaticane.

Fils d’un peintre verrier dont la famille était originaire de Coulommiers, depuis 1489, Jean Valentin a été baptisé dans la paroisse de Saint-Denys, le 3 janvier 1591. Son nom de Boulogne, Boullogne ou Boulongne fait référence à la ville de Boulogne-sur-Mer ; au XVIIIe siècle, il est identifié sous le nom de Moïse (ou Moyse) Valentin, ainsi que Valentin de Coulommiers.
Son père, également nommé Valentin, et son oncle Jean étaient tous les deux peintres. On présume que Valentin a été formé à son art dans l’atelier de son père, avant de se rendre à Paris ou Fontainebleau, et qu’il suivit l’enseignement de Simon Vouet, qu’il admirait et dont il s’inspira. Il partit ensuite pour l’Italie.
Il n’a jamais été marié et n’a pas eu d’enfants.

### Carrière artistique

#### Peintre de scènes de genre et de scènes religieuses
Peintre de scènes de genre et de tableau religieux, Valentin fit toute sa carrière à Rome. Il n’est pas exclu qu’il y soit arrivé dès 1609. La première trace irréfutable de sa présence en Italie est sa mention dans une plainte contre « Valentino Bologna Gallo » de 1614. Il est contemporain en cela de Simon Vouet et Nicolas Tournier. Il est à nouveau mentionné dans les stati d’anime de 1620, comme résidant sur la paroisse de Santa Maria del Popolo. Étudiant en Italie sous Simon Vouet, Valentin a subi l’influence du Caravage et de ses disciples Cecco del Caravaggio, de Bartolomeo Manfredi et du Spagnoletto.
Pendant ces années, il vit de façon précaire et loue son travail à la journée. Il est peu enclin à côtoyer le milieu académique et fréquente davantage les tavernes et les banquets orgiaques où il se retrouve entre autres, avec des artistes nordiques, notamment de l’association des Bentvueghels.

#### L'influence du Caravage
Le Caravage « suivait un programme militant réellement réaliste, rejetant à la fois le maniérisme et le naturalisme classifiant », utilisant un  style qui flattait les aspirations de l’Église de la Contre-Réforme en mettant l’accent sur l’humanité commune des apôtres et des martyrs, tandis que son clair-obscur vif améliorait la tridimensionnalité et le drame, tout en évoquant le mystère de la foi. Chez Manfredi, le disciple le plus proche du Caravage, les figures sont représentées près de la surface de l’image pour impliquer le spectateur dans l’action, même dans les sujets religieux.
Considéré comme le plus brillant des peintres à la suite de Caravage et comme l’un des plus grands artistes français à l’égal de Poussin, il reçut de prestigieuses commandes, notamment du pape Urbain VIII. Son œuvre fut aussi collectionnée par Mazarin et Louis XIV et servit de modèle tout au long du XIXe siècle à des maîtres aussi différents que David ou Courbet. Environ 75 de ses œuvres survivent et le Louvre en possède la plus riche collection au monde.
Valentin de Boulogne aurait disparu après s’être baigné dans les eaux glacées de la fontaine du Triton de la piazza Barberini, après un excès de boisson,. Pierre de Francqueville et Nicolas Tournier étaient au nombre de ses élèves.

## Œuvre

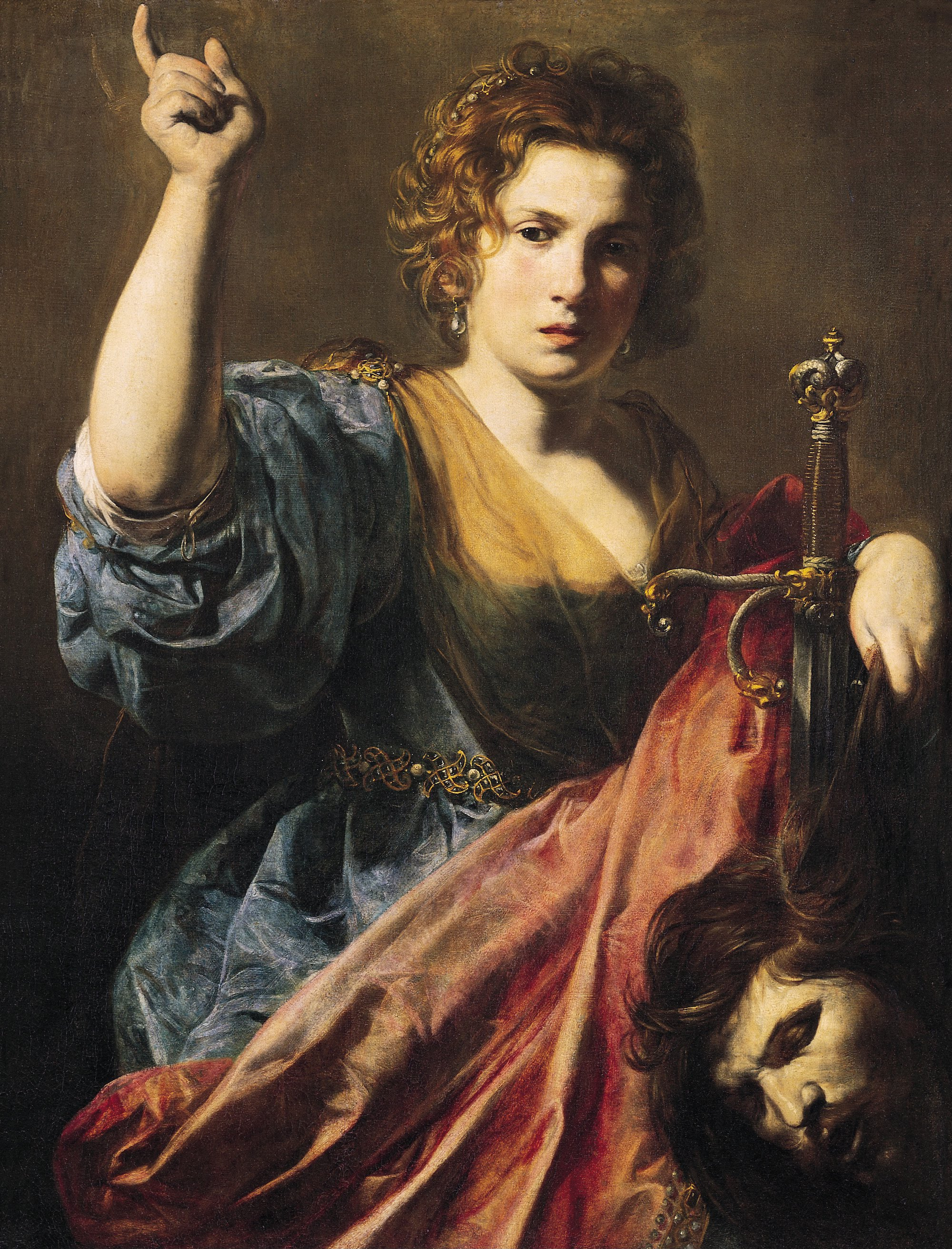
Judith (1626-1628), musée des Augustins de Toulouse.

Bien que le Caravage et Manfredi aient influencé le style et les thèmes devenus communs dans l’œuvre de Valentin, celui-ci a également étudié sous Simon Vouet, considéré comme un peintre de premier plan par ses contemporains, et dont les premières œuvres présentent des influences caravagesques. Valentin a réussi avec un type de composition inventé par le Caravage dans lequel diseuses de bonne aventure, buveurs ou joueurs sont regroupés autour d’une table. Il reprend à son compte un réalisme dramatique, la tension suscitée par le clair-obscur et des thèmes novateurs tirés du quotidien, mais il les transfigure par une touche inédite à la fois d’introspection et de mélancolie ainsi qu’une sensibilité à la couleur d’inspiration néo-vénitienne qui tempèrent la violence des clair-obscur (David et Goliath, Musée Thyssen-Bornemisza) et parvient ainsi à les transfigurer. Il va parvenir ainsi à répondre aux critiques formulées à l’encontre de Caravage.
Entre les années 1610 et 1620, il choisit de peindre des sujets du quotidien comme le font Ribera, Cecco del Caravaggio et Manfredi, mais il choisit ses modèles auprès de types du peuple romain, ce qui est nouveau : joueurs de cartes, tricheurs, scènes de tavernes, chiromancie. Les œuvres de cette période, caractérisées par des cadrages resserrés, des figures sculpturales et un travail du clair-obscur très contrasté, qui annoncent le travail « photographique», restituent un sentiment de tension menaçante et sont animées d’une force dramatique inédite.
Après les années 1620, la rhétorique des compositions devient plus importante ainsi que la complexité des gestes et des personnages. Les compositions simples, aux cadrages serrés des années 1610 laissent place à des compositions peintes plus monumentales : que ce soit avec des figures isolées d’après modèle vivant (telles que Saint Jean Baptiste, S. Jean de Maurienne) ou des scènes collectives (Reniement de saint Pierre, Fondazione di Studi di Storia dell’Arte Roberto Longhi, Florence ; Soldats jouant aux cartes, Washington). Certaines œuvres présentent une dimension historique avec des références à l’Antique (Concert au bas-relief, musée du Louvre, dont le relief reprend le motif de plaques en terre cuite de la collection Campana).
- Château de Versailles, chambre du Roi : série des quatre évangélistes, acquisition de Louis XIV en 1670.
- Venise, Gallerie dell'Accademia : Le Martyre de saint Barthélemy, 1630.

Œuvres de Valentin de Boulogne
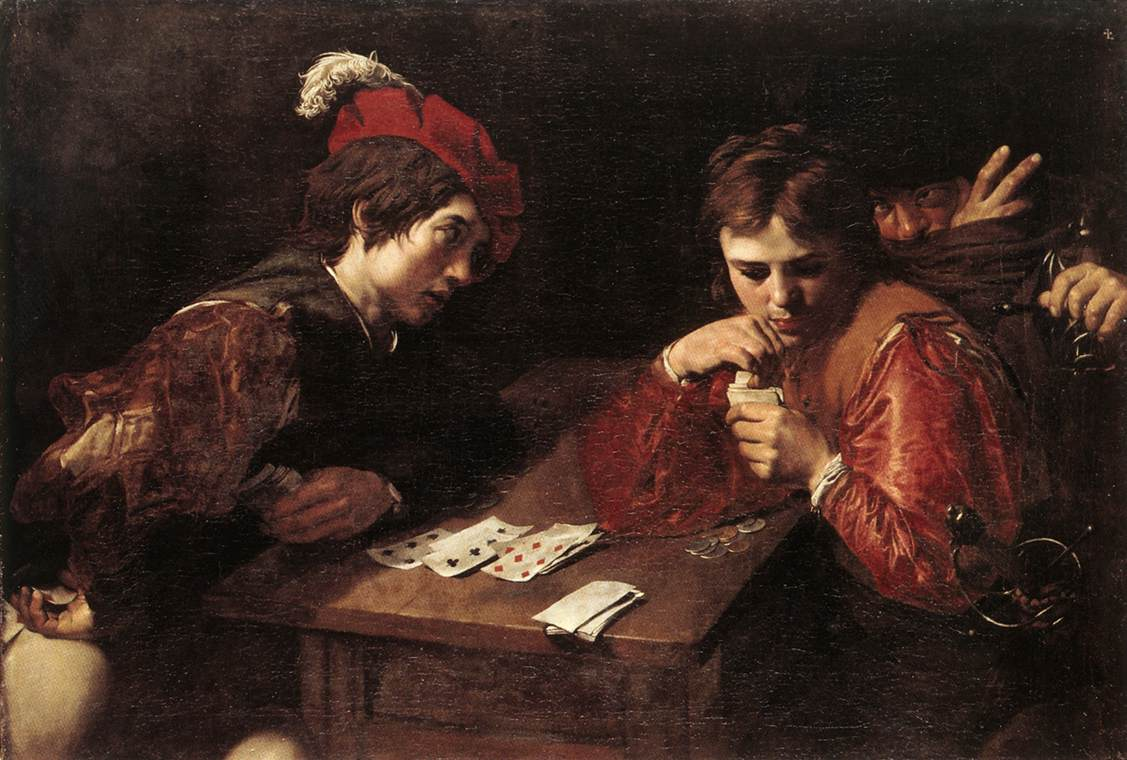
Les Tricheurs (1620), Dresde, Gemäldegalerie Alte Meister.
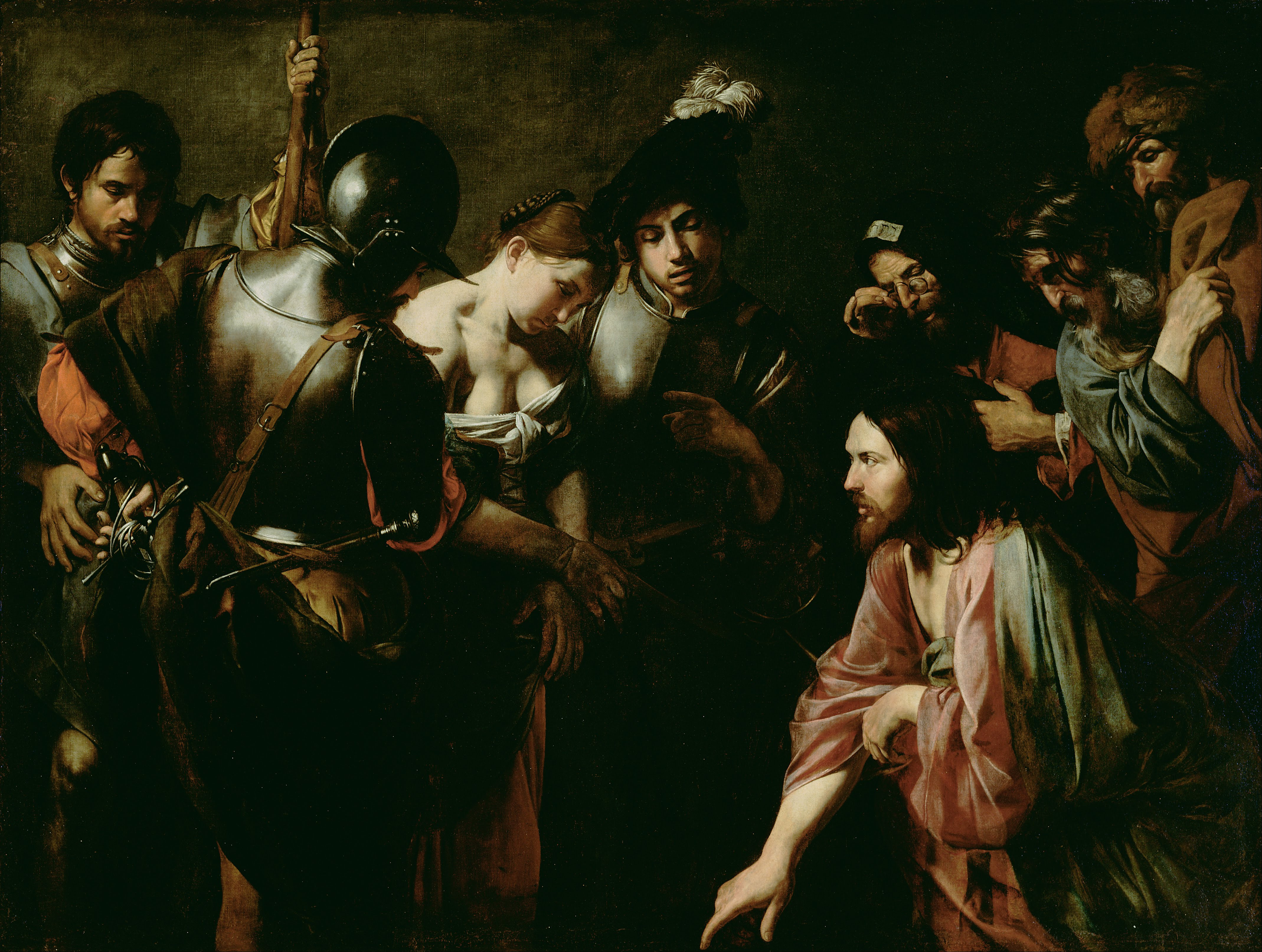
Le Christ et la femme adultère (vers 1620), Los Angeles, J. Paul Getty Museum.
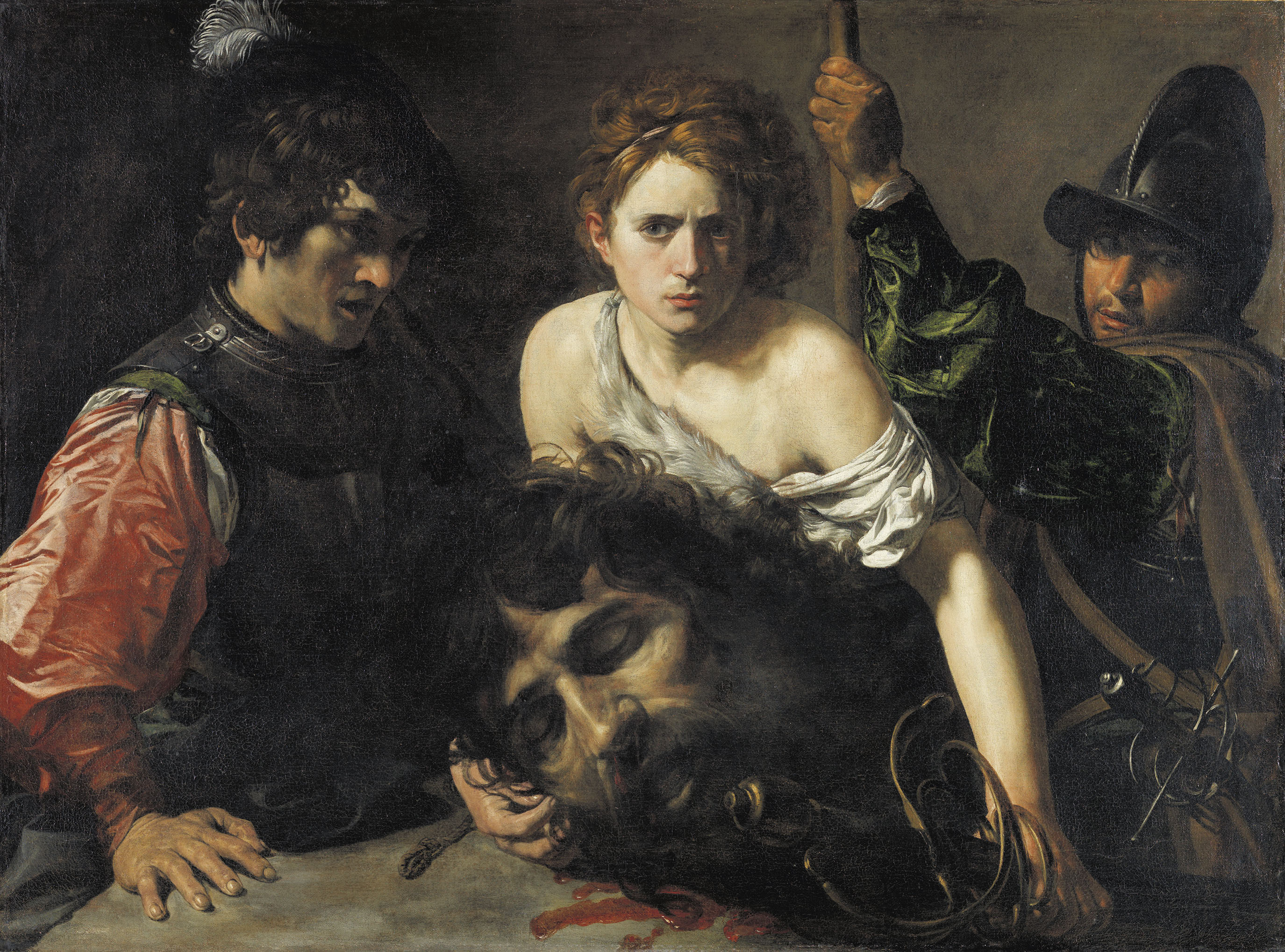
David tenant la tête de Goliath (vers 1620-1622), Madrid, musée Thyssen-Bornemisza.
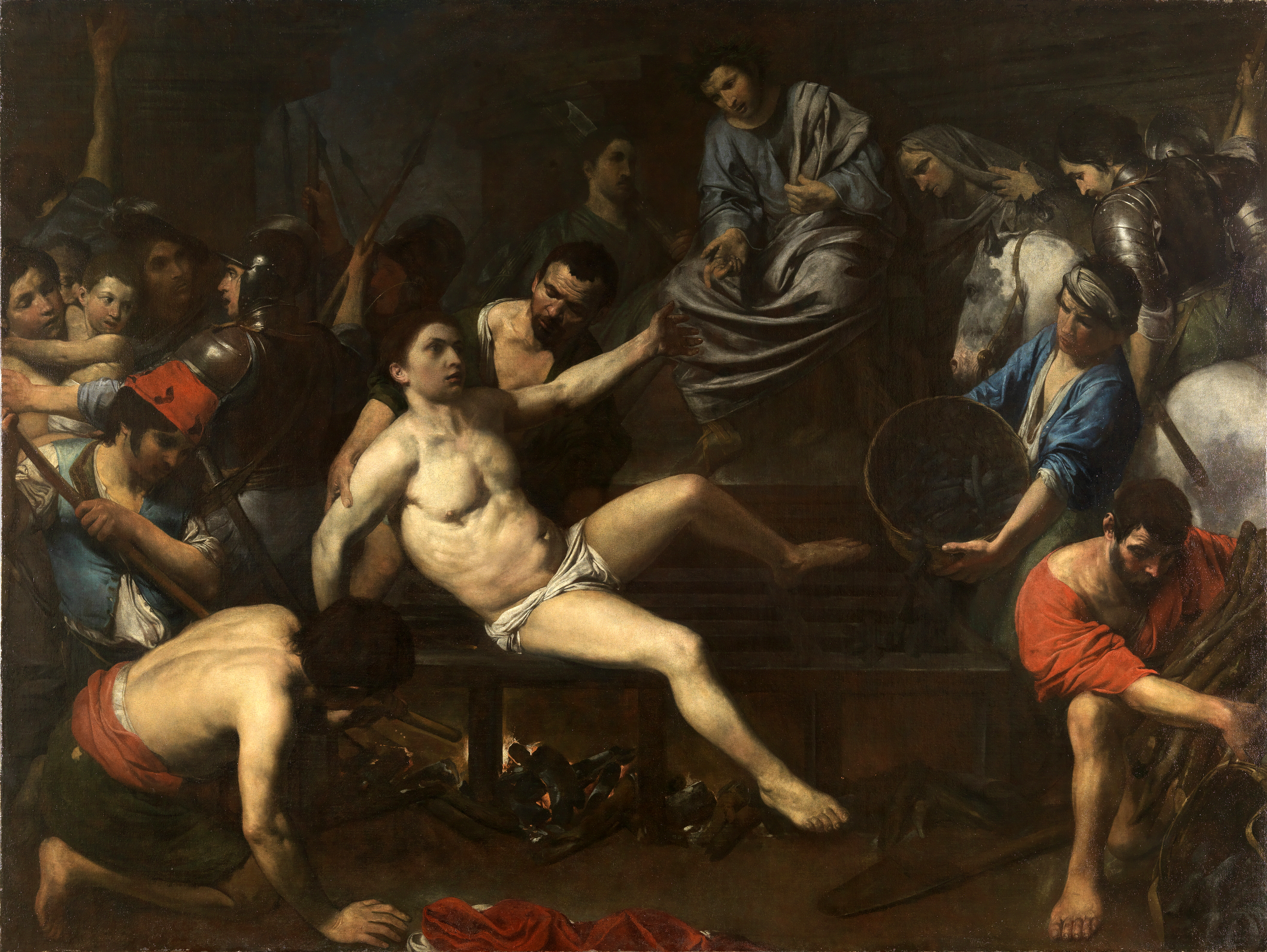
Le Martyre de saint Laurent (1621-1622), Madrid, musée du Prado.
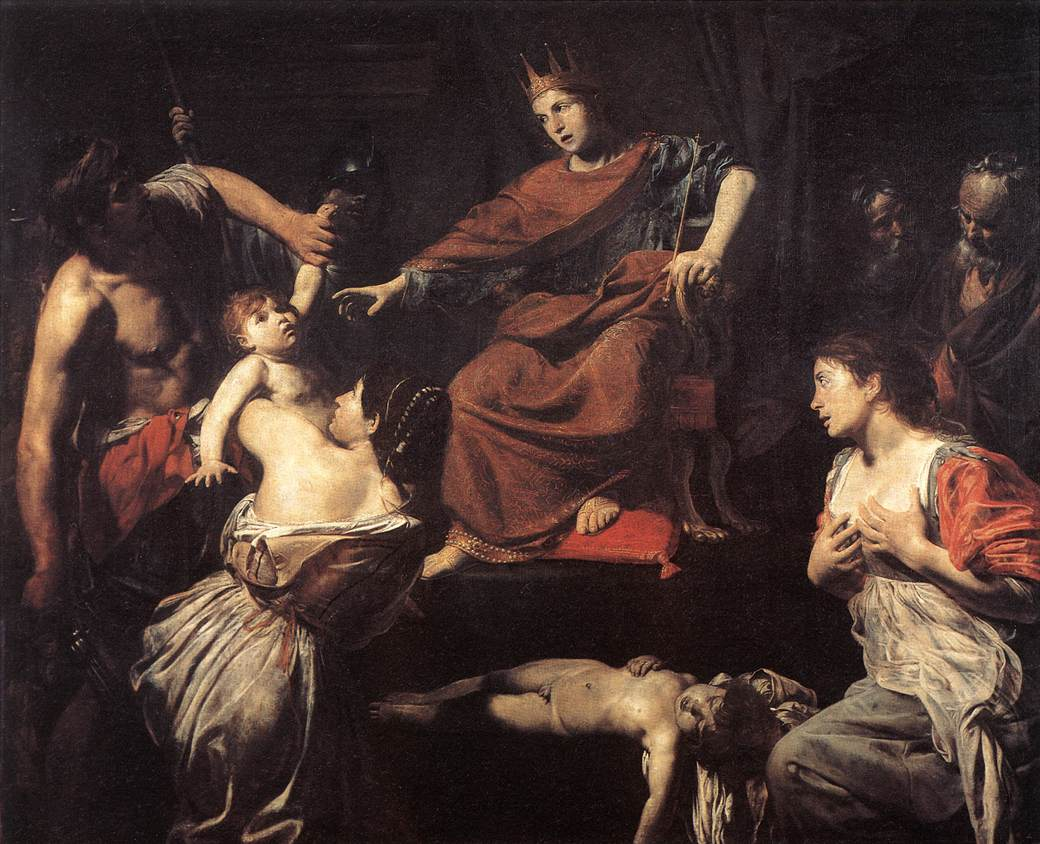
Le Jugement de Salomon (vers 1625), Paris, musée du Louvre.
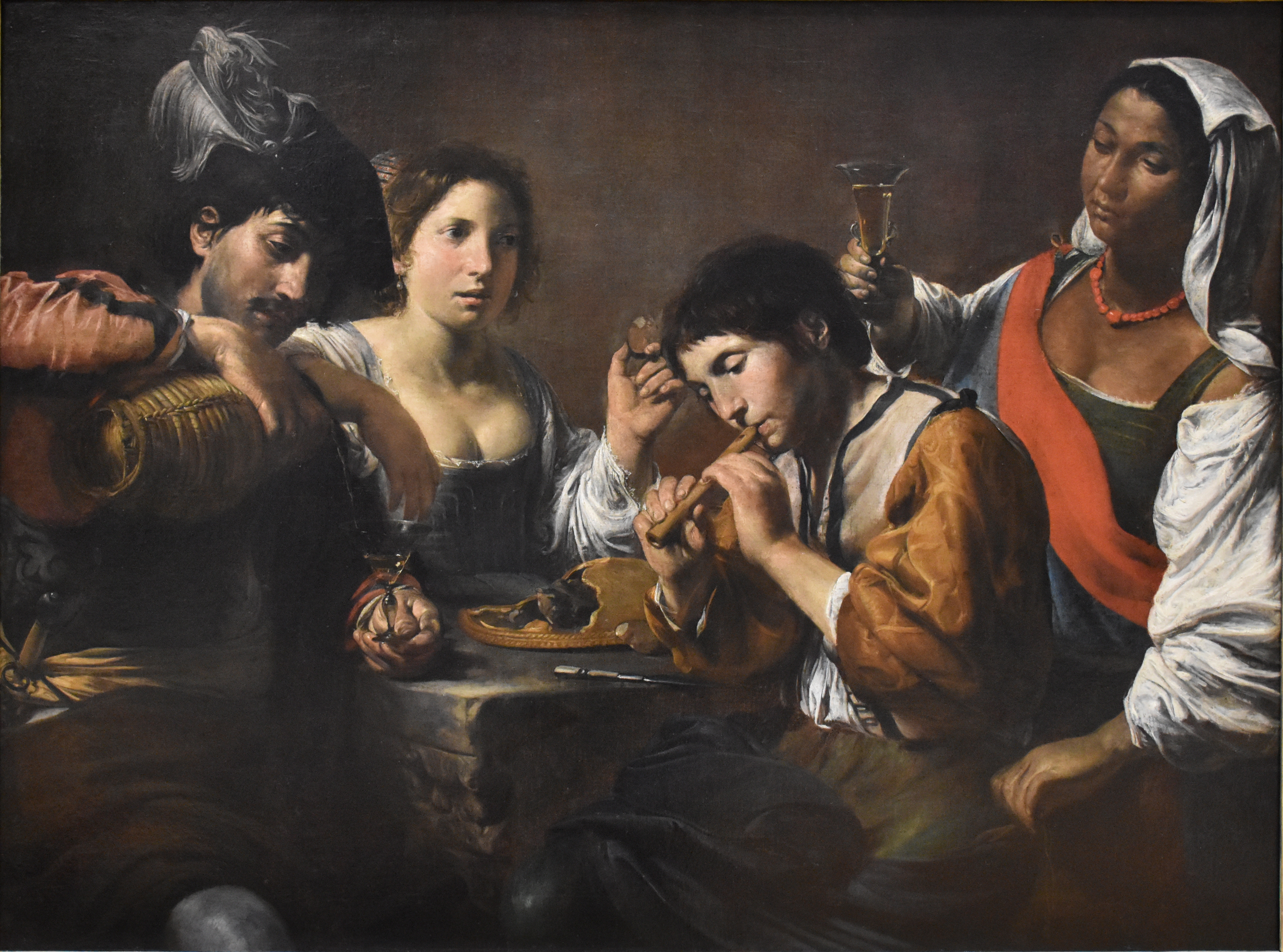
Réunion dans un cabaret (vers 1625), Paris, musée du Louvre.
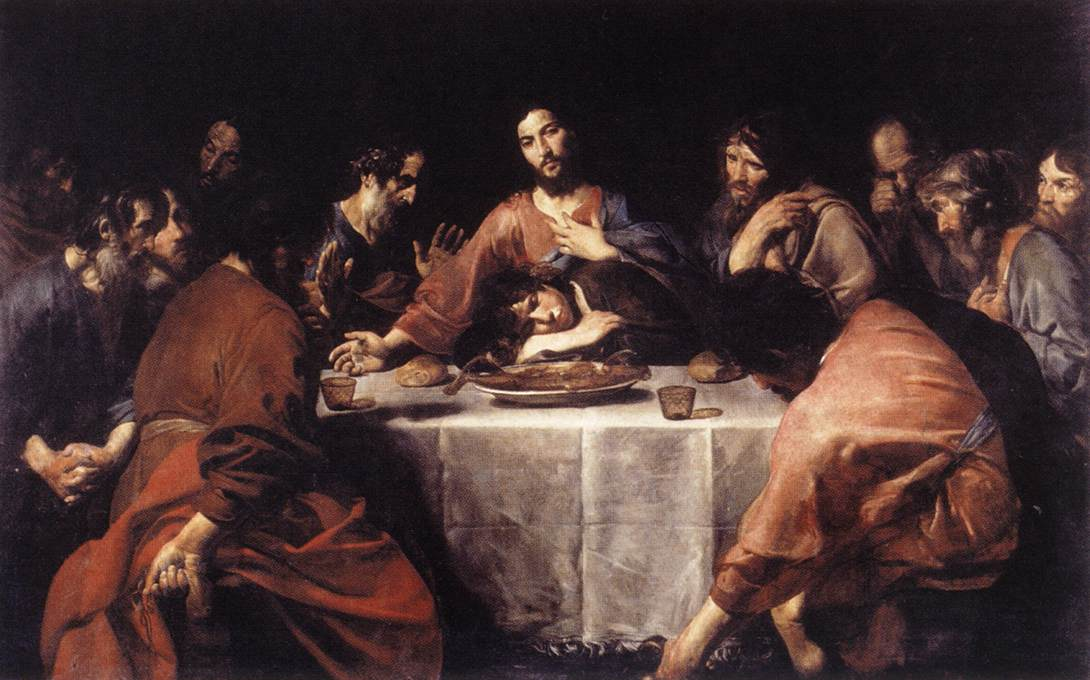
La Cène (1625-1626), Rome, galerie nationale d'Art ancien.
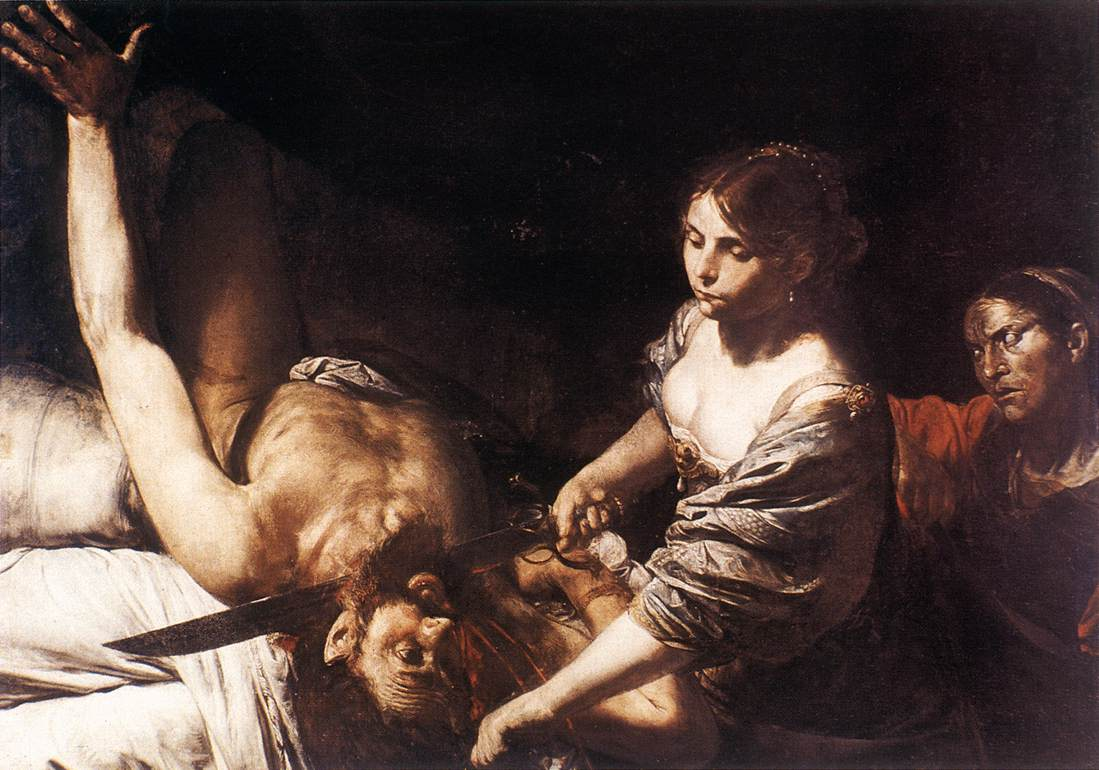
Judith et Holopherne (vers 1626), La Valette, musée national des Beaux-Arts.
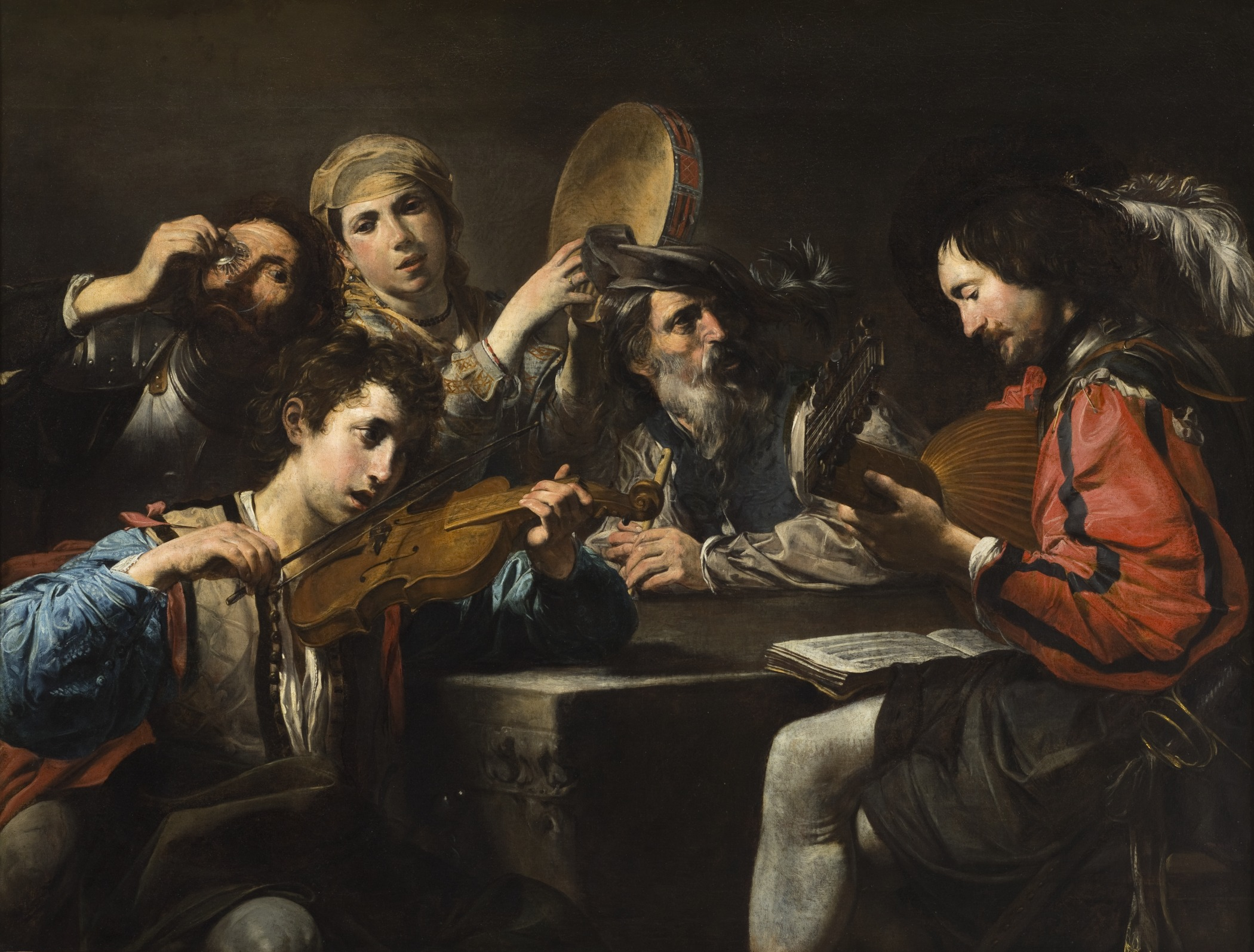
Le Concert (vers 1626), Los Angeles, musée d'Art du comté de Los Angeles.
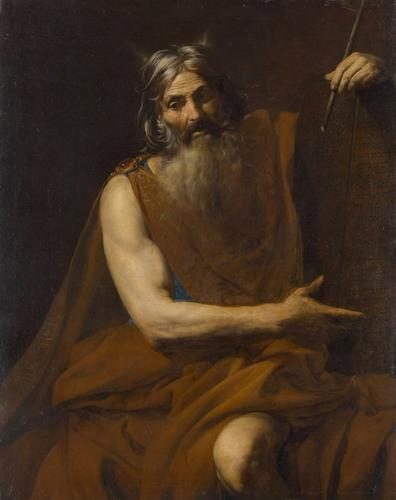
Moïse (vers 1628), Vienne, Kunsthistorisches Museum.
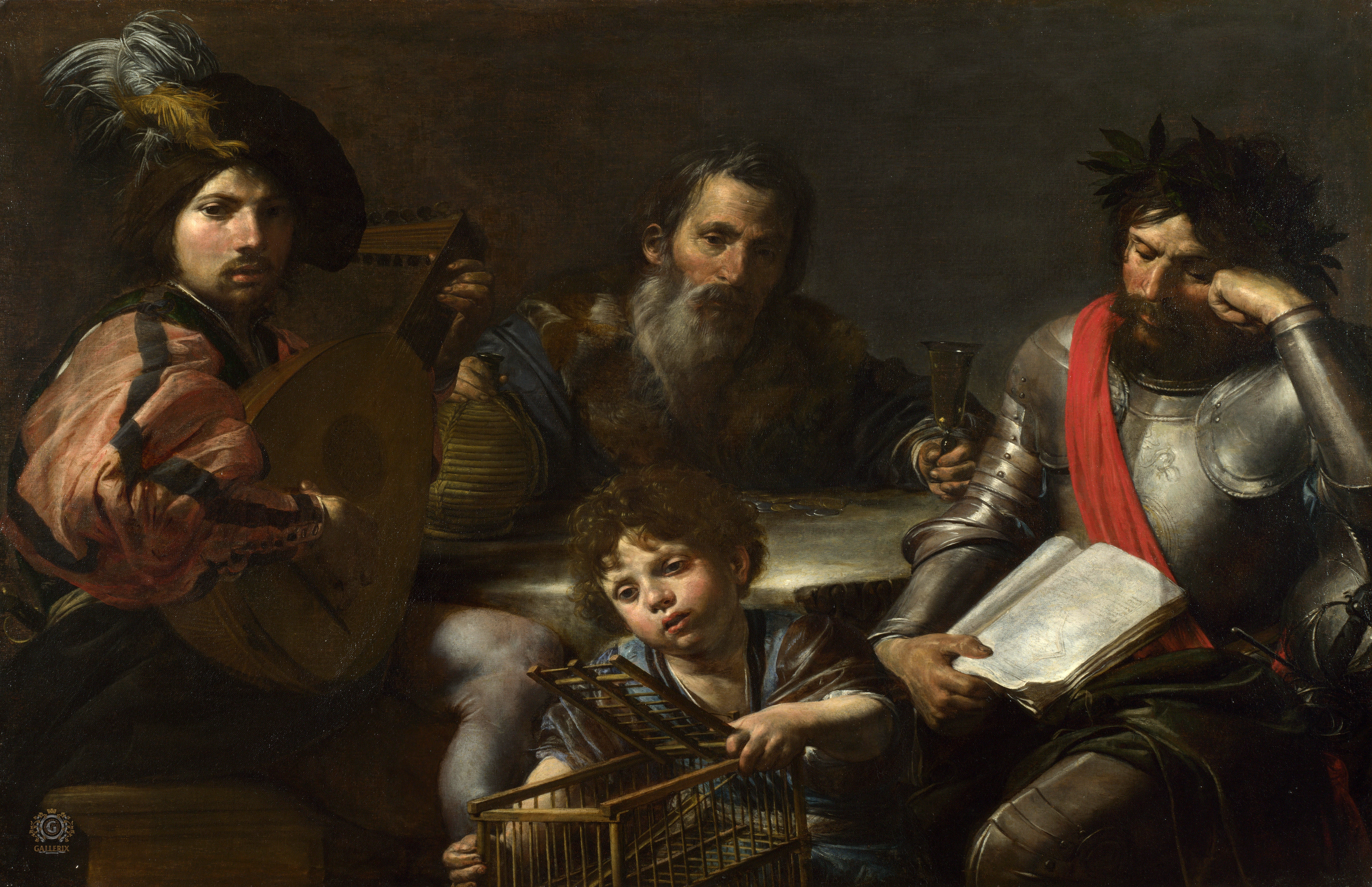
Les Quatre âges de l'homme (vers 1629), Londres, National Gallery.
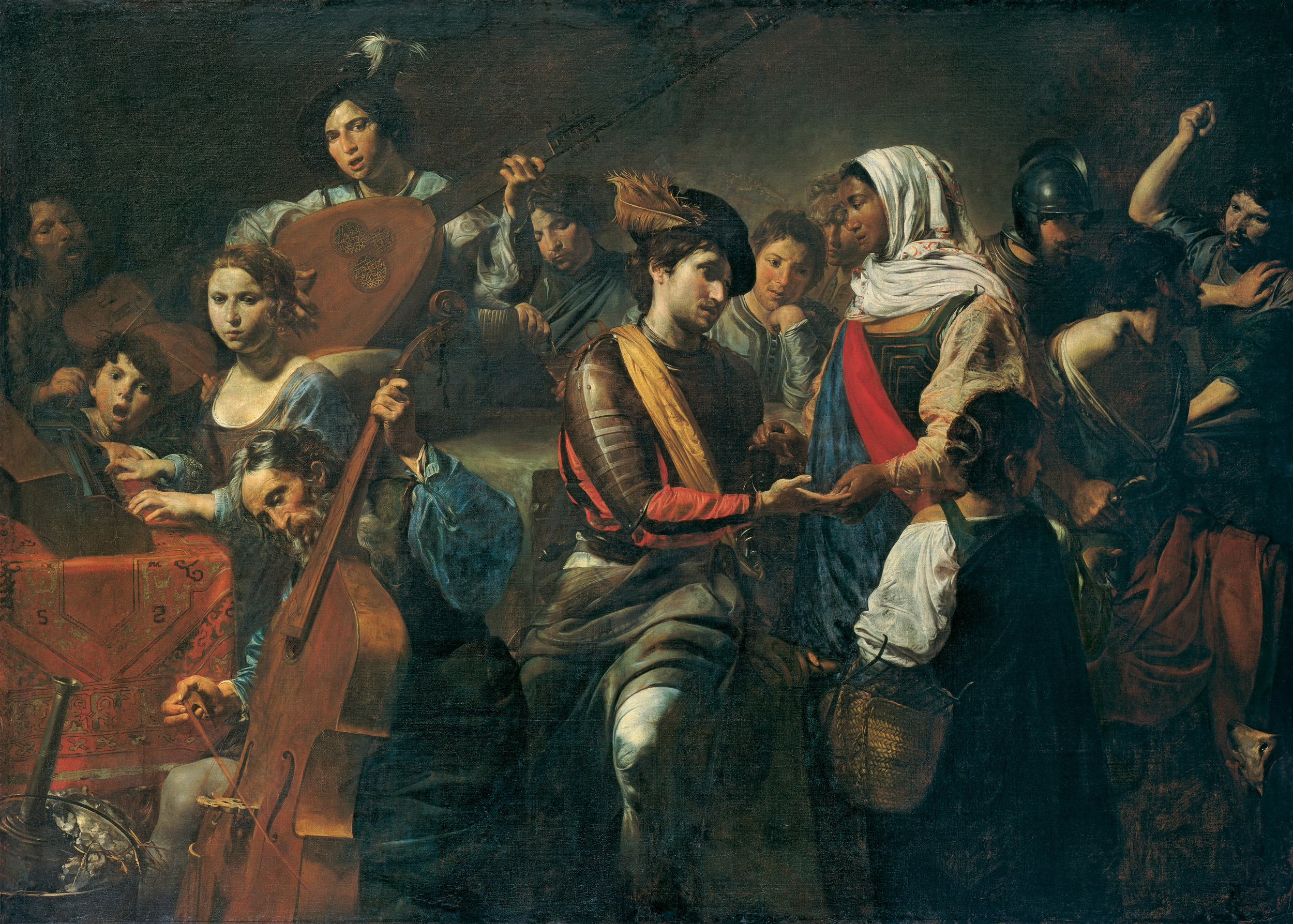
Concert avec une diseuse de bonne aventure (1631), Vienne, musée Liechtenstein.
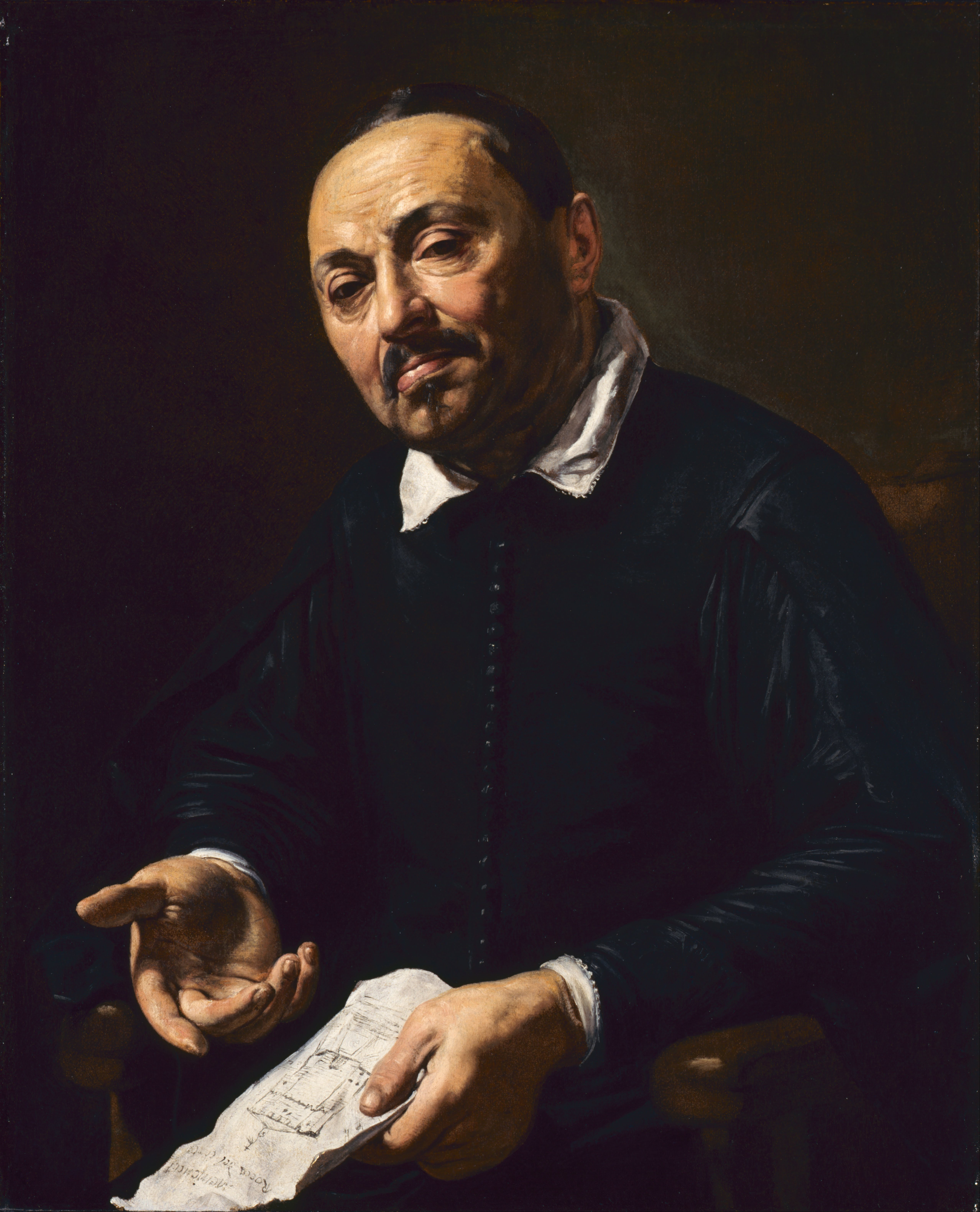
Portrait de Rafaello Menicucci (1631-1632), musée d'Art d'Indianapolis.

## Expositions
- Valentin de Boulogne. Beyond Caravaggio, New York, Metropolitan Museum of Art, du 7 octobre 2016 au 22 janvier 2017.
- Valentin de Boulogne. Réinventer Caravage, Paris, musée du Louvre, du 22 février au 22 mai 2017.